# Metapenaeopsis kishinouyei
Metapenaeopsis kishinouyei is een tienpotigensoort uit de familie van de Penaeidae. De wetenschappelijke naam van de soort is voor het eerst geldig gepubliceerd in 1902 door Rathbun.